# Tim Bendzko

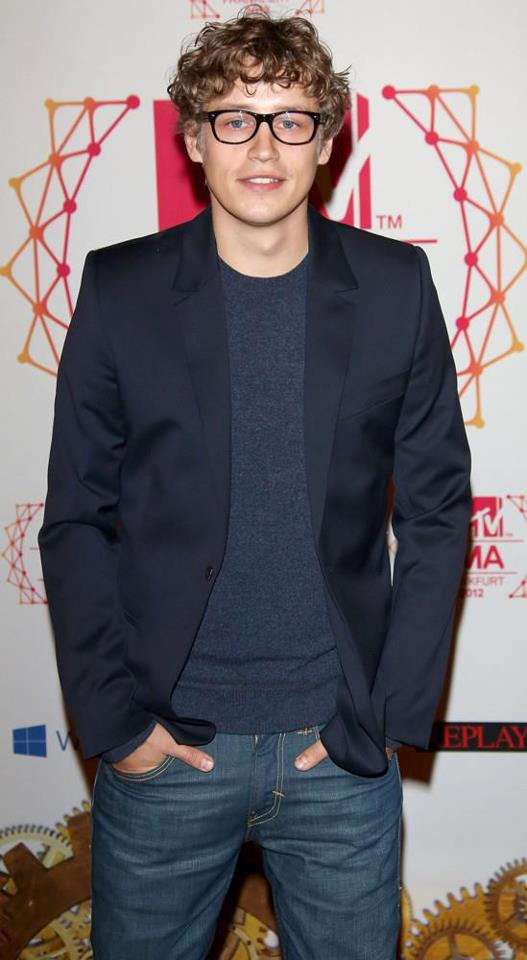
Tim Bendzko em 2012

Tim Bendzko (9 de abril de 1985, Berlim, Alemanha) é um cantor e compositor alemão. Ele conquistou sucesso nacional com sua canção Nur noch kurz die Welt retten e após ser vencedor do Bundesvision Song Contest em 2011, com a canção Wenn Worte meine Sprache wären.

## Carreira
Bendzko nasceu em Berlim, no ano de 1985 e foi criado na região de Köpenack. Quando adolescente, se tornou esportista durante seu ensino secundário (Gymnasium, em alemão) e jogou, como profissional, no 1. FC Union Berlin. Após concluir o ensino secundário, passou a estudar teologia protestante e religiões não-Cristãs na Universidade Livre de Berlim.
Aos 11 ou 12 anos de idade, decidiu que gostaria de seguir a carreira musical e aos 16 anos de idade, começou a escreveu suas canções. Em 2009, ele se registrou para uma competição de talentos chamada Söhne gesucht" e como vencedor, se apresentou para 20.000 espectadores durante o verão de 2009, no anfiteatro Berlin Waldbühne", um dos maiores da Europa. A partir de então, Bendzko decidiu se entregar completamente a música e conseguiu um contrato com a Sony Music e em 2010 passou a abrir os shows da turnê da banda alemã Silly.
Em junho de 2011, lançou seu primeiro álbum de estúdio, intitulado Wenn Worte meine Sprache wären (Se palavras fossem minha linguagem). Alcançou a posição 4 na sua primeira semana nas tabelas alemãs, o que veio a ser sua melhor posição, e permaneceu na tabela por 82 semanas. O álbum também alcançou as posições 11 e 13 nas tabelas da Áustria e da Suíça, respectivamente, e permaneceu por 34 semanas no Top 75 das tabelas austríacas e 43 semanas no Top 100 da tabela suíça.
Bendzko abriu os shows em Colônia e Leipzig da turnê de Elton John, Greatest Hits Tour em sua passagem pela Alemanha. Em 2011, foi campeão do Bundesvision Song Contest, uma competição nacional da Alemanha que escolhe a canção mais popular do ano, com a canção Wenn Worte meine Sprache wären. Em 2011, também, ganhou um Bambi Award na categoria Novo Artista.

## Discografia

### Álbuns de estúdio
| Ano  | Álbum | Melhor Posição | Melhor Posição | Melhor Posição | Vendas e Certificações                                                                             |
| Ano  | Álbum | ALE            | AUT            | SUI            | Vendas e Certificações                                                                             |
| ---- | --- | -------------- | -------------- | -------------- | -------------------------------------------------------------------------------------------------- |
| 2011 | Wenn Worte meine Sprache wären - Lançamento: 17 de junho de 2011 - Gravadora: Sony Music Entertainment - Formato(s): CD, download digital | 4              | 11             | 13             | - 5× Ouro - BVMI (500,000 units) - Ouro - VOMC (10,000 units) - Ouro - IFPI Schweiz (10,000 units) |
| 2013 | Am seidenen Faden - Lançamento: 24 de maio de 2013 - Gravadora: Sony Music Entertainment - Formato(s): CD, download digital               | 1              | 4              | 7              | - 3× Ouro - BVMI (300,000 units)                                                                   |
| 2016 | Immer noch Mensch - Lançamento: 21 de outubro de 2016 - Gravadora: Columbia - Formato(s): CD, download digital                            | 1              | 13             | 10             | |

### Singles
| Ano  | Título                                                          | Melhor posição | Melhor posição | Melhor posição | Certificação                                                                                       |
| Ano  | Título                                                          | ALE            | AUT            | SUI            | Certificação                                                                                       |
| ---- | --------------------------------------------------------------- | -------------- | -------------- | -------------- | -------------------------------------------------------------------------------------------------- |
| 2011 | "Nur noch kurz die Welt retten" Wenn Worte meine Sprache wären  | 2              | 8              | 4              | - Ouro - BVMI (200,000 units) - Ouro - VOMC (15,000 units) - Platina - IFPI Schweiz (30,000 units) |
| 2011 | "Wenn Worte meine Sprache wären" Wenn Worte meine Sprache wären | 5              | 15             | 33             | - Ouro - BVMI (200,000 units)                                                                      |
| 2012 | "Ich laufe" Wenn Worte meine Sprache wären                      | 47             | 53             | —              | |
| 2012 | "Sag einfach Ja" Wenn Worte meine Sprache wären                 | 42             | —              | —              | |
| 2013 | "Am seidenen Faden" Am seidenen Faden                           | 11             | 27             | 65             | |
| 2013 | "Programmiert" Am seidenen Faden                                | 32             | —              | —              | |
| 2013 | "Unter die Haut" (feat. Cassandra Steen) Unter die Haut         | 16             | 49             | 59             | |
| 2014 | "Intro" (com Kool Savas) Märtyrer                               | 85             | —              | —              | |

## Prêmios
- 2011 - Bundesvision Song Contest, com Wenn Worte meine Sprache wären[3]
- 2011 - Audi Generation Award 2011, na categoria "Musica"[20]
- 2011 - Bambi Awards, na categoria "Novo Artista"[10]
- 2011 - 1 Live-Krone, na categoria "Melhor Canção" com Nur mal kurz die Welt retten[21]
- 2012 - 1 Live-Krone, na categoria "Melhor Cantor"[22]
- 2012 - Echo, na categoria "Novo Artista Nacional"[23]
- 2012 - MTV Europe Music Awards, na categoria "Best German Act"
- 2014 - Echo, na categoria "Rock/Pop Nacional"
- 2014 - World Music Award, na categoria "Best German Act"